# Zidarjev graben
Zidarjev graben, v začetnem delu toka tudi Kanal Zaiška, je potok, ki teče po Ljubljanskem barju. Severno od naselja Črna vas se kot desni pritok izliva v Ljubljanico.